# Distrito de Montpellier
El distrito de Montpellier es un distrito (en francés arrondissement) de Francia, que se localiza en el departamento de Hérault, de la région de Occitania. Cuenta con 15 cantones y 67 comunas.

## División territorial

### Cantones (antes de 2014)
Los cantones del distrito de Montpellier son:
1. Cantón de Castelnau-le-Lez
2. Cantón de Castries
3. Cantón de Claret
4. Cantón de Frontignan
5. Cantón de Lattes
6. Cantón de Lunel
7. Cantón de Les Matelles
8. Cantón de Mauguio
9. Cantón de Mèze
10. Cantón de Montpellier-1
11. Cantón de Montpellier-2
12. Cantón de Montpellier-3
13. Cantón de Montpellier-4
14. Cantón de Montpellier-5
15. Cantón de Montpellier-6
16. Cantón de Montpellier-7
17. Cantón de Montpellier-8
18. Cantón de Montpellier-9
19. Cantón de Montpellier-10
20. Cantón de Pignan
21. Cantón de Sète-1
22. Cantón de Sète-2

### Cantones (después de 2014)
Los cantones del distrito de Montpellier son:
1. Cantón del Crès
2. Cantón de Frontignan
3. Cantón de Lattes
4. Cantón de Lunel
5. Cantón de Mauguio
6. Cantón de Mèze
7. Cantón de Montpellier-1
8. Cantón de Montpellier-2
9. Cantón de Montpellier-3
10. Cantón de Montpellier-4
11. Cantón de Montpellier-5
12. Cantón de Montpellier - Castelnau-le-Lez
13. Cantón de Pignan
14. Cantón de Saint-Gély-du-Fesc
15. Cantón de Sète

### Comunas
| 1. Agonès (34005)                     | 2. Aniane (34010)                          | 3. Argelliers (34012)                      | 4. Assas (34014)                    |
| 5. Baillargues (34022)                | 6. Balaruc-le-Vieux (34024)                | 7. Balaruc-les-Bains (34023)               | 8. Beaulieu (34027)                 |
| 9. Boisseron (34033)                  | 10. La Boissière (34035)                   | 11. Bouzigues (34039)                      | 12. Brissac (34042)                 |
| 13. Buzignargues (34043)              | 14. Campagne (34048)                       | 15. Candillargues (34050)                  | 16. Castelnau-le-Lez (34057)        |
| 17. Castries (34058)                  | 18. Causse-de-la-Selle (34060)             | 19. Cazevieille (34066)                    | 20. Cazilhac (34067)                |
| 21. Clapiers (34077)                  | 22. Claret (34078)                         | 23. Combaillaux (34082)                    | 24. Cournonsec (34087)              |
| 25. Cournonterral (34088)             | 26. Le Crès (34090)                        | 27. Fabrègues (34095)                      | 28. Ferrières-les-Verreries (34099) |
| 29. Fontanès (34102)                  | 30. Frontignan (34108)                     | 31. Galargues (34110)                      | 32. Ganges (34111)                  |
| 33. Garrigues (34112)                 | 34. Gigean (34113)                         | 35. Gorniès (34115)                        | 36. Grabels (34116)                 |
| 37. La Grande-Motte (34344)           | 38. Guzargues (34118)                      | 39. Jacou (34120)                          | 40. Juvignac (34123)                |
| 41. Lansargues (34127)                | 42. Laroque (34128)                        | 43. Lattes (34129)                         | 44. Lauret (34131)                  |
| 45. Lavérune (34134)                  | 46. Loupian (34143)                        | 47. Lunel (34145)                          | 48. Lunel-Viel (34146)              |
| 49. Marsillargues (34151)             | 50. Mas-de-Londres (34152)                 | 51. Les Matelles (34153)                   | 52. Mauguio (34154)                 |
| 53. Mireval (34159)                   | 54. Montarnaud (34163)                     | 55. Montaud (34164)                        | 56. Montbazin (34165)               |
| 57. Montferrier-sur-Lez (34169)       | 58. Montoulieu (34171)                     | 59. Montpellier (34172)                    | 60. Moulès-et-Baucels (34174)       |
| 61. Mudaison (34176)                  | 62. Murles (34177)                         | 63. Murviel-lès-Montpellier (34179)        | 64. Mèze (34157)                    |
| 65. Notre-Dame-de-Londres (34185)     | 66. Palavas-les-Flots (34192)              | 67. Pignan (34202)                         | 68. Poussan (34213)                 |
| 69. Prades-le-Lez (34217)             | 70. Puéchabon (34221)                      | 71. Pégairolles-de-Buèges (34195)          | 72. Pérols (34198)                  |
| 73. Restinclières (34227)             | 74. Rouet (34236)                          | 75. Saint-André-de-Buèges (34238)          | 76. Saint-Aunès (34240)             |
| 77. Saint-Bauzille-de-Montmel (34242) | 78. Saint-Bauzille-de-Putois (34243)       | 79. Saint-Brès (34244)                     | 80. Saint-Christol (34246)          |
| 81. Saint-Clément-de-Rivière (34247)  | 82. Saint-Drézéry (34249)                  | 83. Saint-Geniès-des-Mourgues (34256)      | 84. Saint-Georges-d'Orques (34259)  |
| 85. Saint-Guilhem-le-Désert (34261)   | 86. Saint-Gély-du-Fesc (34255)             | 87. Saint-Hilaire-de-Beauvoir (34263)      | 88. Saint-Jean-de-Buèges (34264)    |
| 89. Saint-Jean-de-Cornies (34265)     | 90. Saint-Jean-de-Cuculles (34266)         | 91. Saint-Jean-de-Védas (34270)            | 92. Saint-Just (34272)              |
| 93. Saint-Martin-de-Londres (34274)   | 94. Saint-Mathieu-de-Tréviers (34276)      | 95. Saint-Nazaire-de-Pézan (34280)         | 96. Saint-Paul-et-Valmalle (34282)  |
| 97. Saint-Sériès (34288)              | 98. Saint-Vincent-de-Barbeyrargues (34290) | 99. Sainte-Croix-de-Quintillargues (34248) | 100. Saturargues (34294)            |
| 101. Saussan (34295)                  | 102. Saussines (34296)                     | 103. Sauteyrargues (34297)                 | 104. Sussargues (34307)             |
| 105. Sète (34301)                     | 106. Teyran (34309)                        | 107. Le Triadou (34314)                    | 108. Vacquières (34318)             |
| 109. Vailhauquès (34320)              | 110. Valergues (34321)                     | 111. Valflaunès (34322)                    | 112. Vendargues (34327)             |
| 113. Vic-la-Gardiole (34333)          | 114. Villeneuve-lès-Maguelone (34337)      | 115. Villetelle (34340)                    | 116. Villeveyrac (34341)            |
| 117. Viols-en-Laval (34342)           | 118. Viols-le-Fort (34343)                 | 119. Vérargues (34330)                     |                                     |